# Enargia
Enargia is een geslacht van nachtvlinders uit de familie Noctuidae.

## Soorten
- E. abluta (Hübner, 1808)
- E. borjomensis Christoph, 1885
- E. decolor Walker, 1859
- E. flavata Wileman & West, 1930
- E. fuliginosa Draudt, 1950
- E. infumata Grote, 1874
- E. jordani Rothschild, 1920
- E. kansuensis Draudt, 1935
- E. mephisto Franclemont, 1939
- E. paleacea

Gele uil Esper, 1788
- E. pinkeri de Freina & Hacker, 1985
- E. staudingeri Alphéraky, 1882
- E. tadzhikistanica Degtyareva, 1981
- E. ypsillon Schiffermüller, 1775